# Керстін Екман
Керстін Ліллемур Екман, до шлюбу Юрт (швед. Kerstin Lillemor Ekman, född Hjorth), (нар. 27 серпня 1933) — шведська письменниця.

## Життєпис
Керстін Екман написала низку успішних детективних романів (серед інших "De tre små mästarna" та "Dödsklockan"), але пізніше перейшла до психологічних і соціальних тем. Серед її пізніших праць "Mörker och blåbärsris" (1972) (дія відбувається у північній Швеції) та "Händelser vid vatten" (1993), у яких вона повернулася до форми детективного роману.
Екман була обрана членкинею Шведської академії в 1978, але покинула Академію в 1989 разом з Ларсом Юлленстеном і Вернером Аспенстремом через дебати після погроз вбивством Салману Рушді. У 2018 Академія надала Екман відставку, оскільки правила виходу з неї змінилися.
У 1998 Екман була нагороджена медаллю Litteris et Artibus.

## Часткова бібліографія
Перегляньте статтю у шведській Вікіпедії, щоб отримати повну бібліографію.
- Blackwater (Händelser vid vatten, 1993), переклад Джоан Тейт, 1996
- Під снігом (De tre små mästarna, 1961), переклад Джоан Тейт, 1997
- Годинний ліс (Rövarna i Skuleskogen, 1988), переклад 1998
- Grand final i skojarbranschen (2011)
- Då var allt levande och lustigt : om Clas Bjerkander : Linnélärjunge, präst och naturforskare i Västergötland (2015)

### Жінки і місто (Kvinnorna och staden). Тетралогія
- Відьомські кільця (Häxringarna, 1974), переклад Лінди Шенк, 1997
- Весна (Springkällan, 1976), переклад Лінди Шенк, 1999
- Angel House (Änglahuset, 1979), переклад Сари Г. Дет, 2002
- Місто світла (En stad av ljus, 1983), переклад Лінди Шенк, 2003

### Трилогія «Вовча шкіра» (Vargskinnet)
- Боже милосердя (Guds Barmhärtighet, 1999)
- Остання струна (Sista rompan, 2002)
- Lottery Scratchcards (Skraplotter, 2003)

## Зовнішні посилання
- Керстін Екман: Будьте обережні з письменниками. Інтерв'ю з Керстін Екман записано під час літературного фестивалю Луїзіани, 2012. Відео каналу Луїзіана .